# San Emilio
San Emilio is een gemeente in de Filipijnse provincie Ilocos Sur op het eiland Luzon. Bij de laatste census in 2010 telde de gemeente ruim 7 duizend inwoners.

## Geografie

### Bestuurlijke indeling
San Emilio is onderverdeeld in de volgende 8 barangays:
| - Cabaroan - Kalumsing - Lancuas - Matibuey - Paltoc - San Miliano - Sibsibbu - Tiagan |

## Demografie
San Emilio had bij de census van 2010 een inwoneraantal van 7.427 mensen. Dit waren 507 mensen (7,3%) meer dan bij de vorige census van 2007. Ten opzichte van de census van 2000 was het aantal inwoners gegroeid met 710 mensen (10,6%). De gemiddelde jaarlijkse groei in die periode kwam daarmee uit op 1,01%, hetgeen lager was dan het landelijk jaarlijks gemiddelde over deze periode (1,90%).

De bevolkingsdichtheid van San Emilio was ten tijde van de laatste census, met 7.427 inwoners op 141,44 km², 52,5 mensen per km².